# Test di Shapiro-Wilk
Il test di Shapiro-Wilk è uno dei test più potenti per la verifica della normalità, soprattutto per piccoli campioni. Si tratta di un test per la verifica di ipotesi statistiche.
Venne introdotto nel 1965 da Samuel Shapiro e Martin Wilk.
La verifica della normalità avviene confrontando due stimatori alternativi della varianza {\displaystyle \sigma ^{2}}: 
- uno stimatore non parametrico basato sulla combinazione lineare ottimale della statistica d'ordine di una variabile aleatoria normale al numeratore, e
- il consueto stimatore parametrico, ossia la varianza campionaria, al denominatore.

{\displaystyle W={\left(\sum _{i=1}^{n}a_{i}x_{(i)}\right)^{2} \over \sum _{i=1}^{n}(x_{i}-{\overline {x}})^{2}}}
dove
- x(i) (indice i incluso tra parentesi) è l'i-esimo valore più piccolo (rango i) del campione
- {\displaystyle {\overline {x}}=(x_{1}+\cdots +x_{n})/n} è la media aritmetica del campione
- e le costanti  ai sono date da

{\displaystyle (a_{1},\dots ,a_{n})={m^{\top }V^{-1} \over (m^{\top }V^{-1}V^{-1}m)^{1/2}}}
dove
{\displaystyle m=(m_{1},\dots ,m_{n})^{\top }}
e m1, ..., mn sono i valori attesi dei ranghi di un numero casuale standardizzato, e V è la matrice delle covarianze di questi ranghi.
La statistica W può assumere valori da 0 a 1. Qualora il valore della statistica W sia troppo piccolo, il test rifiuta l'ipotesi nulla che i valori campionari siano distribuiti come una variabile casuale normale. Va comunque controllato il relativo valore p-value.
I pesi per la combinazione lineare sono disponibili su apposite tavole. La statistica W può essere interpretata
come il quadrato del coefficiente di correlazione in un diagramma quantile-quantile.